# Nucleaire kunst

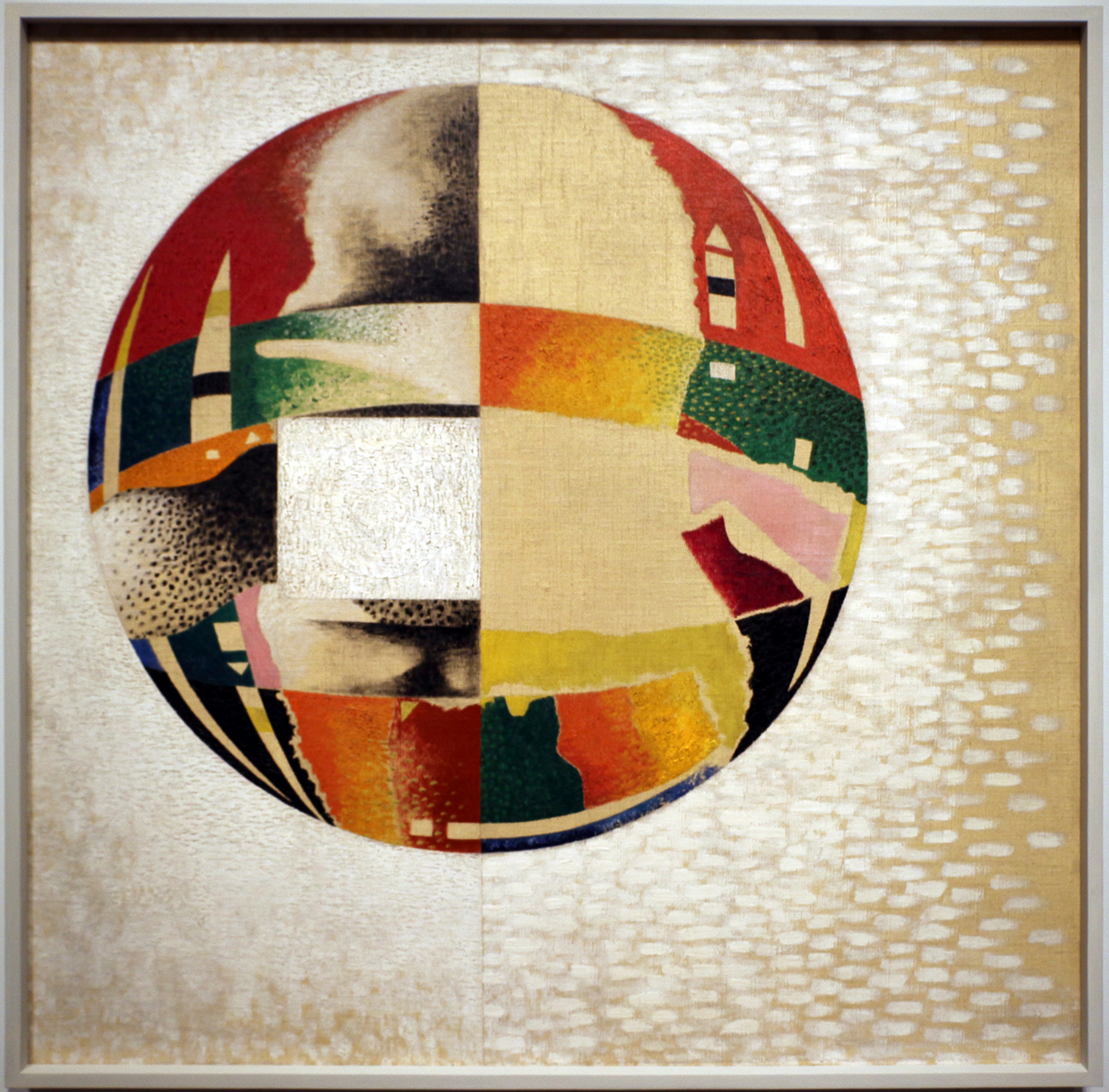
László Moholy-Nagy, Nuclear II, 1946 (kunstmuseum Milwaukee)

Nucleaire kunst (atoomkunst, nuclear art, atomic art) is de verzamelnaam van de artistieke benadering door kunstenaars van de bombardementen op Hiroshima en Nagasaki, de dreiging van een nucleaire catastrofe, het gebruik van kernwapens, de technologie en mogelijkheden van kernenergie, de problemen van kernafval en het atoom- of nucleair tijdperk in het algemeen. 
De term "Nucleaire Kunst" werd gebruikt door de kunstbeweging "Movimento Arte Nucleare" die in 1951 werd gesticht en wordt in sommige definities dikwijls tot deze beweging beperkt, hoewel de term sindsdien algemeen gebruikt wordt.   
Bij ontwerpers worden doorgaans de termen "atoomtijdperkdesign" of "atomic age design" gebruikt.
Veel kunstenaars hebben in hun oeuvre werken die als nucleaire kunst kunnen beschouwd worden. Kunstenaars die hun ganse oeuvre of het belangrijkste deel ervan aan nucleaire kunst wijden zijn eerder zeldzaam. Nucleaire kunst is regelmatig het onderwerp van tentoonstellingen of voorstellingen.  

## Oorsprong en evolutie

###### Hiroshima en Nagasaki[2]
De bombardementen op Hiroshima en Nagasaki in augustus 1945 worden beschouwd als de aanleiding  voor een nieuwe kunstvorm, de nucleaire kunst.

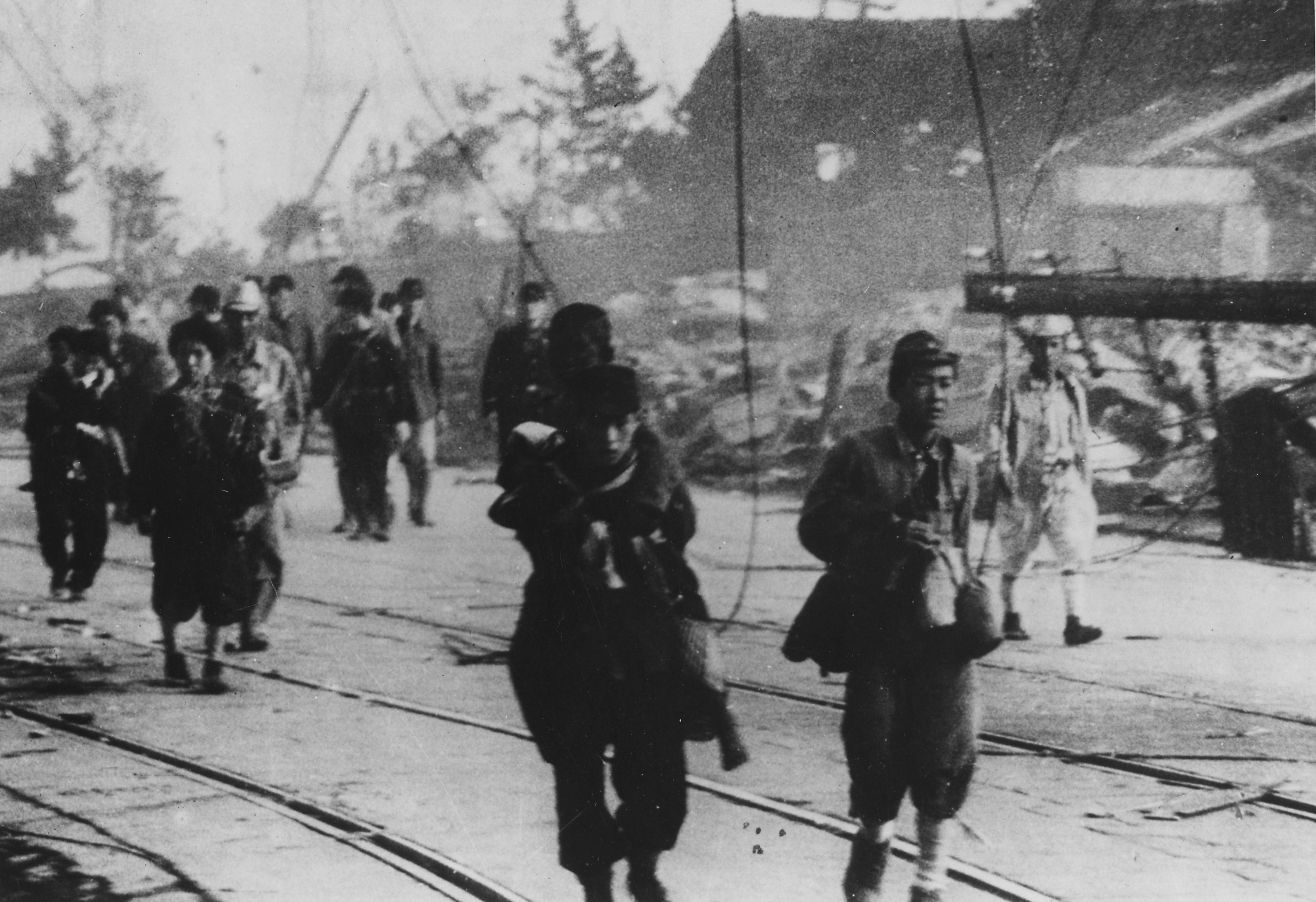
Yosuke Yamahata, Nagasaki-overlevenden, 1945

Onmiddellijk na het inzetten van atoombommen op Hiroshima en Nagasaki begonnen fotografen en filmmakers ter plaatse afbeeldingen en films van de gevolgen van een nucleaire oorlog te maken.  De Amerikaanse bezettingsautoriteiten behielden echter de controle over de vrijgave van deze foto's en filmbeelden. Zo startte de fotograaf Yōsuke Yamahata op 10 augustus 1945, de dag na het bombardement, met het maken van foto's van Nagasaki, maar werden zijn foto's pas in 1952 gepubliceerd.
Sommige kunstenaars die de ramp overleefden, zoals Kunyoshi Aikawa maakten al dezelde dag schetsen van de kernrampen, door toeval, zowel van Hiroshima als van Nagasaki, waar hij na de ramp in Hiroshima per trein was heen gereisd.  Anderen, zoals Iri and Toshi Maruki, zouden enkele jaren later de ramp in hun kunst verwerken. Voor kunstenaars die op jeugdige leeftijd de ramp meemaakten zou dit levenslang hun werk beïnvloeden.
Volgens de cultuurcriticus Akira Mizuta Lippit waren de bombardementen op Hiroshima en Nagasaki de belangrijkste fotografische en filmische gebeurtenis van de 20e eeuw.
Deze gebeurtenissen zijn zelfs in de 21e eeuw nog steeds actueel zijn als onderwerp in de kunst.  Bij de 75-jarige herdenking van de bommen vonden meerdere kunstmanifestaties plaats. Er vonden ook later talloze evenementen plaats, waaronder de fototentoonstelling Camera Atomica in 2015 in de Art Gallery of Ontario, waar tweehonderd werken werden getoond en een grote kunsttentoonstelling in Sydney in 2022.

##### Ode aan de atoomenergie
Er waren aanvankelijk ook kunstvormen die de verwondering over de ontdekking van het atoom uitdrukten of die op een optimistische wijze de verwachtingen van kernenergie centraal stelden. De brand in de plutoniumfabriek van Windscale in 1957, die het begin was het bewustzijn van stralingsgevaar buiten oorlogsvoering, zorgde voor een kentering, met het werk Atomic Bomb van Andy Warhol uit 1965 als speerpunt. Protest en angst namen de overhand in de nucleaire kunst.
Nucleaire dreiging

Atomic Flowers (Weldon Kennedy), streetart Hoxton

Geleidelijk werd de focus echter verlegd naar actuele gebeurtenissen, zoals de wapenwedloop, nucleair afval, kerncentrales als bron van energie, de dreiging van nucleaire rampen, stralingsgevaar, nieuwe nucleaire rampen of de gevolgen van kernproeven.Het gebruik van de kernbommen in Japan behoort ook in de kunst tot het collectieve verleden. Tegen de algemene tendens van het pessimisme in de nucleaire kunst in, organiseerde het Internationaal Atoomenergieagentschap in 2022 een succesvolle internationale kunstwedstrijd, de Nuclear Power Art Contest, met als thema kernenergie als oplossing voor de klimaatverandering.

##### Kernfysica in de kunst
Een totaal andere benadering van de nucleaire kunst is de verwerking van nucleaire technologie in kunstwerken, zoals de Amerikaanse beeldhouwster Alyce Simon die eind jaren '60 de resultaten van experimenten uit de kernfysica omzette in decoratieve kunst en een belangrijke internationale vertegenwoordiger van het vreedzame gebruik van kernenergie werd. Een belangrijke volgeling van deze benadering was de Amerikaanse kunstenaar James Acord die als een moderne alchemist in zijn werken atomen van het ene element transformeerde tot atomen van een andere substantie.

## Nucleaire kunst als nieuwe kunstvorm: kunstbewegingen
Er waren in de jaren '50 drie kunstgroeperingen die expliciet rond het nucleaire thema waren opgebouwd.  

### 1. Eaismo
Eaismo was een 20e-eeuwse avant-gardebeweging opgericht in 1948 op de kunstacademie “Amedeo Modigliani” van Livorno door de schilder Voltolino Fontani, de dichter Marcello Landi, de literaire criticus Guido Favati en de schilders Angelo Sirio Pellegrini en Aldo Neri. In het Manifest van Eaismo  zagen de opstellers het atoomtijdperk als een revolutie die de opvattingen van de mens over het universum en zijn sentimenteel en moreel evenwicht zouden veranderen. Het manifest stond zeer sceptisch tegenover het industriële gebruik van kernenergie.
Eaïsme gebruikte de term Atoomtijdperk (Era Atomica), een uitdrukking die in de Verenigde Staten bedacht werd door de journalist William L. Laurence en daarna werd gebruikt door de econoom Virgil Jordan en de theoloog en schrijver Wilbur M Smith in zijn boek "Dit atoomtijdperk en het woord van God" (1948).
Eaismo riep de kunstenaars op tot een nieuwe vorm van kunst, los van de gangbare "ismen" (kubisme, surrealisme, fauvisme, expressionisme, abstracte kunst, dadaïsme, enz.). Deze nieuwe kunstvorm diende de artistieke uitdrukking te zijn van het menselijk denken in die nieuwe werkelijkheid, waarbij een oprecht contact en gevoel met de realiteit van het bedreigde leven noodzakelijk was. Op technisch vlak diende de kunstenaar zich met beknopt en intuïtief met figuratieve en lyrische eenvoud uit te drukken.
De Italiaanse schrijver Carlo Cassola wijdde verschillende artikelen aan Eaismo in het tijdschrift "Il Mondo".

### 2. Movimento Arte Nucleare

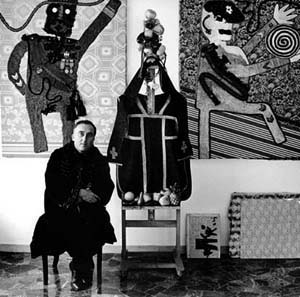
Enrico Baj (1964)

De "Movimento Arte Nucleare" ontstond in 1951 in Milaan naar aanleiding van een tentoonstelling georganiseerd door Enrico Baj en Sergio Dangelo in de Galleria San Fedele Gallery met de symbolische titel "Pittura Nucleare" (nucleaire schilderkunst).  Deze beweging wordt de Italiaanse tegenhanger van Cobra genoemd en zou later voeling krijgen met een aantal leden van Cobra.
De beweging had als doel om kunst te maken die een combinatie was poëtische en geschilderde impressies over de impact van nucleaire oorlogsvoering op het menselijk leven en de planeet. Met wervelende en spiraalvormige  bewegingen en spetters vertolkten ze de beelden van het  psychologisch trauma en de verwoeste  landschappen als gevolg van een nucleaire oorlog. Met het gieten van verf en mengen van olief en water op hun doeken lieten ze het materiaal het werk maken, niet de kunstenaar, waardoor ze geassocieerd worden met de informele schilderkunst, hoewel er een verschil is omdat ze deze techniek zagen als de voorstelling van "materie in beweging" in de nieuwe realiteit van kernsplijting en microbiologie. Deze nieuwe vormen werden daarom door Baj "de vormen van het atoomtijdperk" genoemd, later sprak hij van de "statische beweging.
De beweging werd officieel opgericht in februari 1952 in Brussel, ter gelegenheid van een tentoonstelling in de Galerij Apollo, met de publicatie van een manifest "Il Manifesto tecnico della Pitture nucleare".
Joe Colombo, Leonardo Mariani, Antonino Tullier, Enzo Preda, Ettore Sordini, Angelo Verga, Gianni Dova, en anderen uit de Milanese kunstscene sloten zich aan. In de volgende jaren had de Napolitaanse Gruppo 58 met Guido Biasi, Franco Palumbo, Mario Colucci, Mario Persico en Lucio Del Pezzo een belangrijke invloed op deze beweging. Ook de Nederlands-Belgische schilder Wout Hoeboer was zeer actief in deze groep. 
Er werden verschillende manifesten opgesteld. In het manifiest "Contro lo stile" ((Tegen de stijl') uit 1957 stelt Baj zich op tegen de "herhaling" als artistiek en commercieel fenomeen in de schilderkunst en strijdt hij voor het unieke karakter van elk kunstwerk, met het begrip "automatisme" uit het surrealisme als basisidee.
Tal van buitenlanders als Yves Klein, Asger Jorn, Arman, Serge Vandercam en Antonio Saura sloten zich bij de beweging aan. De belangrijkste vertegenwoordiger van de arte nucleaire beweging werd Piero Manzoni, die voor het eerst zijn talent liet zien.
 De "Movimento" wilde ook komaf maken met alle vormen van "ismen" waardoor een schilderij in academisme vervalt.  Ze wilden de schilderkunst heruitvinden, aangepast aan de nieuwe vormen van het universum van het atoom en zijn elektrische lading. De groep wilde kunst maken als een reactie op de gevaren van de technologie van het nucleaire tijdperk. De beweging stelde voor om "automatische" technieken te gebruiken, dus spontaan van uit het onderbewuste en niet beredeneerd, en toonde vooral verwoeste landschappen en weergaven van atoomwolken. In tegenstelling tot Eaismo, die de kunstenaars aanraadde om toegevoegde morele waarde in de schilderkunst en de poëzie te brengen, probeerde de "Movimento arte nucleare" een nieuwe vorm van kunst te promoten waarin de schilderkunst slechts een onderdeel was. 

### 3. Mystiek Manifest van Salvador Dalí (1951)

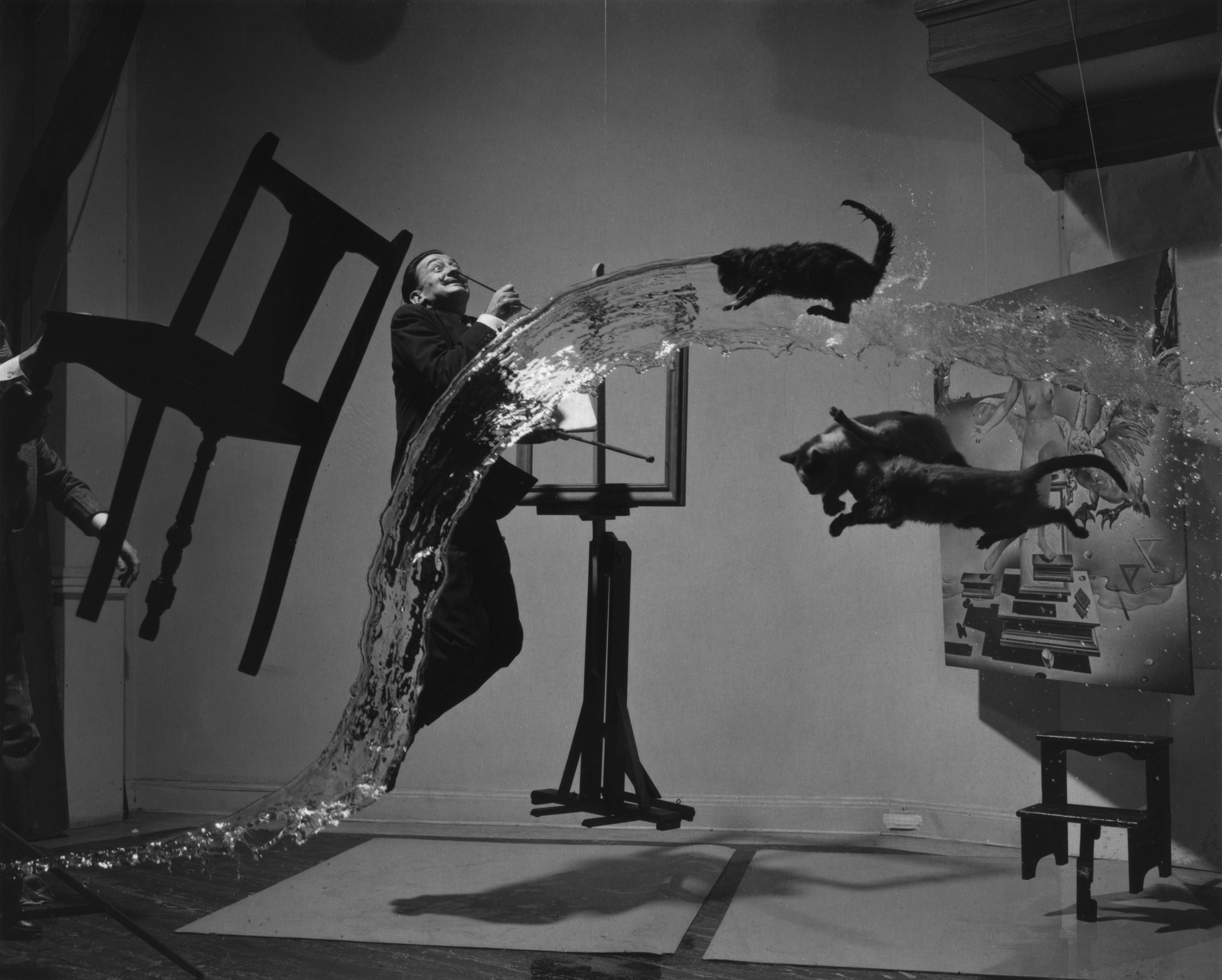
Dali Atomicus (1948)

Parallel aan het werk van de "Movimente Arte Nucleara" en de "Eaisten" groeide een vorm van nucleaire kunst in het werk van Salvador Dalí. De Spaanse schilder had reeds in 1945 een nucleair schilderij gemaakt met de titel " idilio atomico e uranico melanconico". In 1949 creëerde Dalì “De Madonna van Port Lligat”, dat door de paus gezegend werkt. Hieruit ontstond in 1951 zijn "Mystiek Manifest". In zijn "Mystiek Manifest" kwamen de katholieke mystiek en de nucleaire thema's samen. Dalí noemde de combinatie van atoomfysica en het christelijk geloof “nucleaire mystiek”. Hij ontwierp zijn schilderijen als een atoom, waarin de deeltjes zweefden en tegelijk bijeengehouden werden door God.

### Geschil tussen de drie groepen
Er ontstond een geschil tussen de drie groepen over het eerstgeboorterecht van hun bewegingen, in die mate dat Enrico Baj en Sergio Dangelo Salvador Dalí beschuldigden van plagiaat en Voltolino Fontani hetzelfde deed tegen de Italiaanse Movimente Arte Nucleare.

## Opmerkelijke individuele nucleaire kunstenaars uit de beginjaren van het atoomtijdperk

### Frankrijk
In 1949 schilderde de Franse kunstenaar Bernard Lorjou zijn monumentale kunstwerk “L'age atomique” (Het atoomtijdperk). Het schilderij was na een jaar klaar en bevindt zich in het Centre Pompidou.

### Verenigd Koninkrijk
Gerald Holtom ontwierp in 1958  het Nuclear Disarmament (ND) logo, dat later een internationaal vredessymbool werd.

### Verenigde Staten

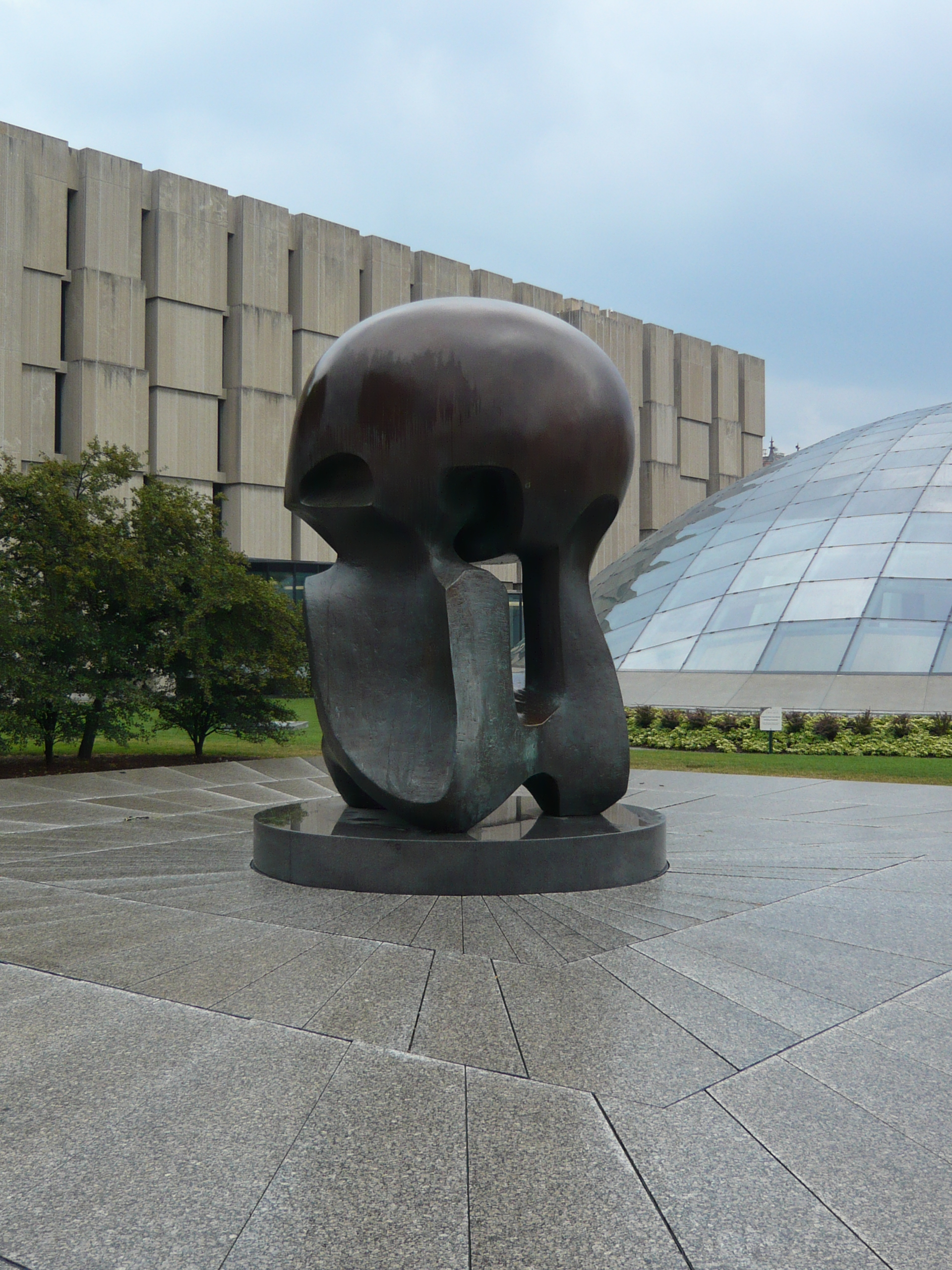
Henry Moore "Nuclear Energy"

De schilder en fotograaf Eugene Von Bruenchenhein schilderde tot 1965 apocalyptische en post-apocalyptische schilderijen met "Atomic age" uit 1955 als hoogtepunt.
De Britse beeldhouwer Henry Moore maakte een bronzen sculptuur met de titel "Nuclear Energy (sculpture)" (1964), die tegelijk de rampzalige afloop van kernwapens als een optimistische kijk op het gebruik van kernenergie voor het opwekken van elektriciteit uitbeeldde. Het beeldhouwwerk bevindt zich op het terrein van de Universiteit van Chicago, waar in 1942 de eerste kernreactor Chicago Pile-1 werd geproduceerd. Het beeldhouwwerk heeft de vorm van een hybride paddenstoelwolk en een menselijke schedel.
In de zelfde periode maakte de beeldhouwer Colin Self de sculptuur  "Beach Girl Nuclear Victim" (1966) waarin hij de gruwelijke gevolgen van een kernramp toonde.

## Actuele nucleaire kunst

### Fukushima
Na de kernramp met een kernsmelting in drie units in maart 2011 in de Fukushima Daiichi-energiecentrale in Japan, waren er talloze reacties van hedendaagse Japanse kunstenaars, zoals Shigenobu Yoshida, Tatsuo Miyajima, Shimpei Takeda, Fuyuki Yamakawa, Iri en Toshi Maruki en Tadasi Tonoshiki, een overlevende van de bom op Hiroshima. In 2015 werd in de sperzone van Fukushima een tentoonstelling georganiseerd, "Don't Follow the Wind", door curator Kenji Kubota, met werken van 12 internationale kunstenaars.

### Tsjernobil
Fotograaf Robert Knoth ging naar Tsjernobyl en andere nucleaire vervuilde gebieden zoals Mayak, Tomsk en Semipalatinsk en maakte met een selectie van zijn foto's een reizende fototentoonstelling "Certificaat No. 000358 - Nucleaire verwoesting in Kazachstan, Oekraïne, Wit-Rusland, de Oeral en Siberië." Deze tentoonstelling was in 2007 te zien in Roosendaal.

## Nucleaire kunst in België en Nederland

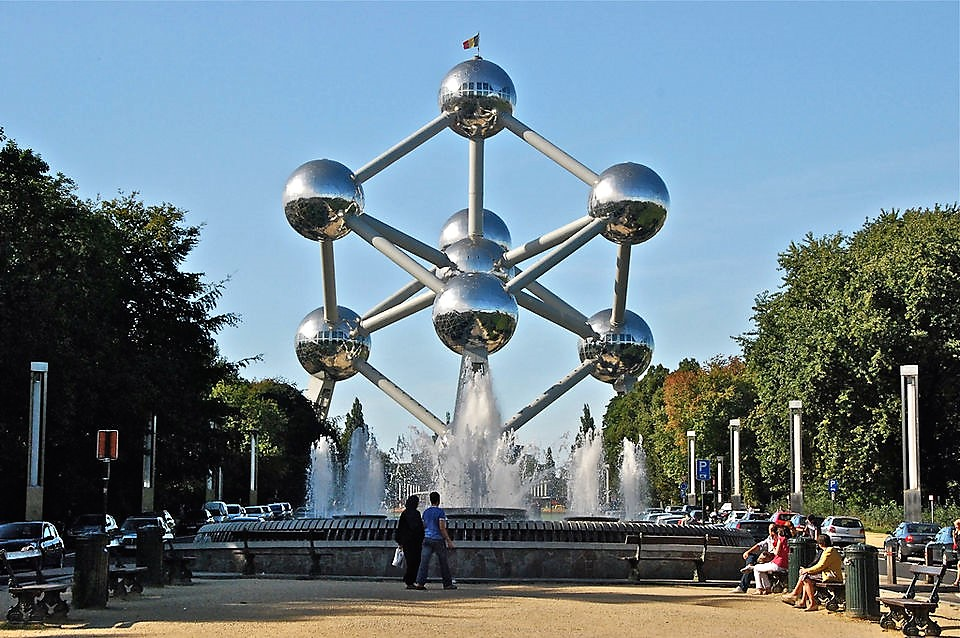
Atomium Brussel

Het Atomium van Brussel, ontworpen door ingenieur André Waterkeyn en symbool van de expo 58, dat een ijzerkristal opgebouwd uit 9 atomen  voorstelt, was een optimistische ode aan de mogelijkheden van het nucleair tijdperk.
De Nederlands-Belgische kunstenaar Wout Hoeboer was nauw betrokken bij de beweging Arte Nucleare van Enrico Baj en Sergio Dangelo. Hij nam in 1952 deel aan de tentoonstelling Arte Nucleare in de Galerij Apollo in Brussel, sloot vriendschap met Enrico Baj en Sergio Dangelo en ondertekende het manifest "Contro lo stile".  Als gevolg van deze contacten zou Wout Hoeboer in de verdere jaren als kunstenaar zeer actief zijn in Italië. De Belgische kunstenaar Serge Vandercam sloot zich in 1957 bij deze beweging aan. In het boek "Nuclear Times" beschrijft hij de evolutie die hij doormaakte van Cobra-fotograaf tot figuratief schilder.

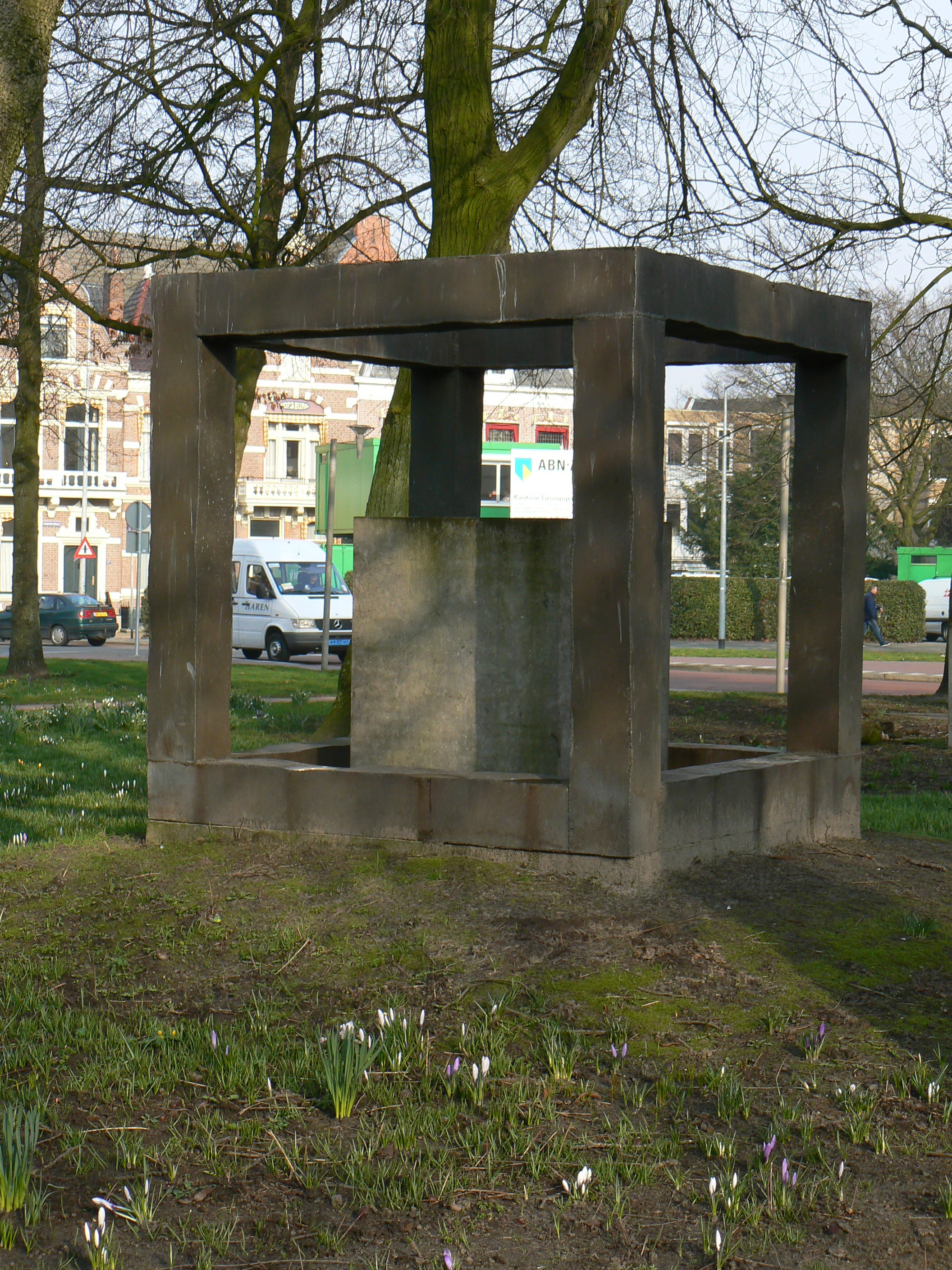
Anti-kernwapenmonument van Hugo Hol in Groningen

In 2017 vond in Hasselt in het "Huis voor Actuele Kunst Z33" de tentoonstelling "Perpetual Uncertainty" plaats, "een verkenning van hedendaagse kunst in het nucleaire antropoceen". Aan deze tentoonstelling namen ongeveer twintig kunstenaars uit Europa, de VS en Japan deel.
De Belgische kunstenares Cécile Massart begon zich reeds in 1994 te verdiepen over de opslag van radioactief afval en bracht dit onderwerp als centraal thema in haar kunstwerken. In de tentoonstelling "Sarcophagi- radiactive waste" in  2021 in de tentoonstellingshal van de  Brusselse Botanique  toonde de kunstenares een mix van fotografie, tekeningen, gravures, video en installaties,  in combinatie met enkele voorwerpen uit nucleaire onderzoekscentra. Daarvoor was ze al met haar werken te zien op verschillende tentoonstellingen in België en in het buitenland.
In december 2022 vond in Bozar in Brussel een merkwaardige voorstelling plaats met de titel "Nuclear Age", een samenwerking tussen het Belgian National Orchestra en de beeldende kunstenares Eva L'hoest.
In 2017 vond in het Cobra Museum voor Moderne Kunst in Amstelveen een tentoonstelling plaats van werken van Enrico Baj, "Enrico Baj: Play as Protest".
In Groningen werd in 1985 het "Anti-kernwapenmonument" van de kunstenaar Hugo Hol opgericht.
In oktober 2023 vond bij Framer Framed in Amsterdam de opening plaats van de tentoonstelling "Performing Colonial Toxicity" van de historica Samia Henni, die de verborgen geschiedenis en gevolgen van de Franse nucleaire experimenten in de Algerijnse Sahara belicht.

## Nucleaire kunstenaars
- Enrico Baj
- Ángel Rafael Vázquez-Concepción[53]
- Cécile Massart[47]
- James Acord [54]
- Gerald Holtom[36]
- Shōmei Tōmatsu[55]
- Keiji Nakazawa[56]
- David McMillan[57]
- Peter Kennard[58]
- Tony Price[59]
- Alyce Simon[60]
- Voltolino Fontani